# نيقولاس برايور
نيقولاس برايور (بالإنجليزية: Nicholas Pryor)‏ هو ممثل أمريكي، ولد في 28 يناير 1935 ببالتيمور في الولايات المتحدة.

## أعمال

### أفلام
- (1980) الطائرة![4][5][6]
- (1983) ريسكي بيزنس[7]
- (1996) قرار إداري[8]
- (1997) قتل في 1600[9]
- (1999) الأعزب
- (2002) الأضرار الجانبية[10]
- (2016) قلب باستور المريض

### مسلسلات
- بيفرلي هيلز 90210
- دالاس
- موردر
- ديناستي
- طريق أكتوبر
- عالم آخر

## وصلات خارجية
- نيقولاس برايور على موقع IMDb (الإنجليزية)
- نيقولاس برايور على موقع ألو سيني (الفرنسية)
- نيقولاس برايور على موقع أول موفي (الإنجليزية)
- نيقولاس برايور على موقع قاعدة بيانات برودواي على الإنترنت (الإنجليزية)
- نيقولاس برايور على موقع قاعدة بيانات الأفلام السويدية (السويدية)
- نيقولاس برايور على موقع قاعدة بيانات الفيلم (الإنجليزية)
- نيقولاس برايور على موقع كينوبويسك (الروسية)